# کاندیا ترائوره
کاندیا ترائوره (انگلیسی: Kandia Traoré؛ زادهٔ ۵ ژوئیهٔ ۱۹۸۰) بازیکن فوتبال اهل ساحل عاج بود.
از باشگاه‌هایی که در آن بازی کرده است می‌توان به باشگاه فوتبال بوداپست هونود، باشگاه فوتبال استراسبورگ، باشگاه فوتبال سوشو، باشگاه فوتبال کان، باشگاه فوتبال ستاره ساحلی، باشگاه فوتبال اسپرانس تونس، باشگاه فوتبال العین، باشگاه فوتبال الوصل امارات، باشگاه فوتبال الهلال، باشگاه فوتبال لو آور، باشگاه ورزشی القطر، باشگاه فوتبال بیتار اورشلیم، و باشگاه فوتبال النصر امارات اشاره کرد.
وی همچنین در تیم ملی فوتبال ساحل عاج بازی کرده است.